# Nymphaea francae
Nymphaea francae ist eine Pflanzenart aus der Gattung der Seerosen (Nymphaea) innerhalb der Familie der Seerosengewächse (Nymphaeaceae). Diese Wasserpflanze wurde bisher nur auf der Flussinsel Bananal im brasilianischen Bundesstaat Tocantins gefunden.

## Beschreibung

### Vegetative Merkmale
Nymphaea francae ist eine ausdauernde krautige Pflanze An den eiförmigen Rhizomen wurden keine Ausläufer gefunden.
Die Schwimmblätter sind in Blattstiel und -spreite gegliedert. Der behaarte bis verkahlende, grünlich-braune Blattstiel weist einen Durchmesser von 5–7,2 mm, vier primäre zentrale und vier sekundäre periphere Luftkanälen auf. Die einfache, ganzrandige Blattspreite ist eiförmig und hat einen flachen Rand. Die Blattaderung ist aktinodrom.

### Generative Merkmale
Die nachtblühenden Blüten schwimmen auf der Wasseroberfläche. Der behaarten bis kahl werdende, nicht brüchige, grünlich-braune Blütenstiel weist sechs primären zentrale und zwölf sekundären periphere Luftkanäle auf. Die Blütenhüllblätter sind weiß.
Weder Früchte noch Samen sind bekannt.

## Ökologie

### Vegetative Vermehrung
Sowohl Ausläufer als auch proliferierende Pseudanthien waren am Typusmaterial nicht vorhanden.

## Lebensraum
Bisher wurde Nymphaea francae nur am Typusfundort in einem aquatischen Lebensraum in einer Lagune auf der Insel Bananal in den Tocantins, Brasilien, in einer Tiefe von 1 bis 3 Metern der zentralen brasilianischen Savanne gefunden.

## Systematik

### Taxonomie
Das Typusexemplar wurde von C. T. Lima und L. Lima in einer Tiefe von 1 bis 3 Metern in einer Lagune auf der Flussinsel Bananal im brasilianischen Bundesstaat Tocantins gesammelt. Diese Art ist nur vom Typusmaterial bekannt.
Die Erstbeschreibung von Nymphaea francae erfolgte 2021 durch Carla Teixeira de Lima und Ana Maria Giulietti in Nymphaeaceae of Brasil. in Sitientibus série Ciências Biológicas, 21. Das Artepitheton francae ehrt Prof. Dr. Flávio França von der Staatlichen Universität von Feira de Santana, Brasilien.

### Position innerhalb von der GattungNymphaea
Die Nymphaea francae wird in die Untergattung Nymphaea subg. Hydrocallis eingeordnet.